# 鈴江コーポレーション
鈴江コーポレーション株式会社（すずえコーポレーション、英: SUZUE CORPORATION CO.,LTD.）は、横浜市に本社を置く企業。横浜港などを拠点として港湾業務や倉庫事業などを営む。

## 沿革
- 1908年（明治41年） - 神戸において、鈴江組設立。
- 1924年 - 本店を横浜に移転。
- 1946年（昭和21年） - 倉庫部を設置。翌年、倉庫部を法人化し、鈴江組倉庫株式会社を設立。
- 1948年 - 運輸部を法人化し、鈴江組運輸株式会社を設立。
- 1952年 - 船舶荷役部門部を法人化し、鈴江組株式会社を設立。
- 1954年 - 鈴江組株式会社とを鈴江組運輸株式会社を鈴江組倉庫株式会社に統合。
- 1998年（平成10年） - 鈴江コーポレーションに社名変更。現業部門を分社化し、株式会社鈴江組設立。

## 事業所
横浜港、川崎港、東京港をはじめ、苫小牧港、新潟港、仙台港、千葉港、名古屋港、大阪港、岡山港、福岡港で港湾事業や倉庫事業を実施。日本国外では北京、上海、広州、バンコク、シンガポール、ロッテルダムに海外事業所を置いている。